# Cicirra
Cicirra is een monotypisch geslacht van spinnen uit de  familie van de Desidae.

## Soort
- Cicirra decemmaculata Simon, 1886